# Torupilli
Torupilli är en stadsdel i distriktet Kesklinn i Estlands huvudstad Tallinn. Befolkningen uppgick till 3 912 personer i januari 2017.
Namnet Torupilli syftar på en typ av säckpipa på estniska. Stadsdelen fick sitt namn efter ett värdshus med denna skylt som omnämns första gången 1803. Fram till 1700-talet var detta område, omkring landsvägarna österut från Tallinns innerstad, huvudsakligen obebyggt. Efter att tsaren Peter den store erövrat Tallinn från Sverige under stora nordiska kriget kom Tallinns hamn att byggas ut till en rysk flottbas, och i slutet av 1700-talet och början av 1800-talet var Torupilli ett populärt område för ryska marinofficerare att bygga hus på, då marken var billig. I slutet av den kejserliga ryska epoken i slutet av 1800-talet och början av 1900-talet expanderade Tallinns stadsbebyggelse och området bebyggdes. Vid denna tid tillkom flera byggnader i jugendstil, följt av många trähus i två våningar under mellankrigstiden, typiska för Tallinn. Under sovjetepoken tillkom arbetarbostäder i fyra till fem våningar.
I området ligger bland annat Kadriorgs tyska gymnasium och Kesklinns ryska gymnasium.